# 卡塔尼亚谷地米利泰洛
卡塔尼亚谷地米利泰洛（義大利語：Militello in Val di Catania），是意大利西西里大区卡塔尼亞廣域市的一个市镇。总面积341平方公里，人口7927人，人口密度23.2人/平方公里（2009年）。ISTAT代码为087025。